# Zselic
Zselic este o arie protejată (arie de protecție specială avifaunistică — SPA) din Ungaria întinsă pe o suprafață de 23.053,11 ha, integral pe uscat.

## Localizare
Centrul sitului Zselic este situat la coordonatele 46°14′18″N 17°45′13″E / 46.2383°N 17.7536°E.

## Înființare
Situl Zselic a fost declarat arie de protecție specială avifaunistică în august 2010 pentru a proteja 19 specii de animale.

## Biodiversitate
Situată în ecoregiunea panonică, aria protejată nu include niciun habitat protejat.
La baza desemnării sitului se află mai multe specii protejate de  păsări (19): pescăruș albastru (Alcedo atthis), rață mare (Anas platyrhynchos), rață roșie (Aythya nyroca), barză neagră (Ciconia nigra), erete de stuf (Circus aeruginosus), porumbel de scorbură (Columba oenas), ciocănitoarea de stejar (Dendrocopos medius), ciocănitoare de grădină (Dendrocopos syriacus), ciocănitoare neagră (Dryocopus martius), presură galbenă (Emberiza citrinella), muscar-gulerat (Ficedula albicollis), muscar (Ficedula parva), codalb (Haliaeetus albicilla), stârc pitic (Ixobrychus minutus), sfrâncioc roșiatic (Lanius collurio), viespar (Pernis apivorus), ciocănitoare verzuie (Picus canus), silvie porumbacă (Sylvia nisoria), corcodel mic (Tachybaptus ruficollis)
Pe lângă speciile protejate, pe teritoriul sitului au mai fost identificate 1 specie de mamifere, 2 specii de nevertebrate.